# CoRoT-8
CoRoT-8 är en ensam stjärna belägen i den mellersta delen av stjärnbilden Örnen. Den har en skenbar magnitud av ca 14,8 och kräver ett kraftfullt teleskop för att kunna observeras. Baserat på parallax enligt Gaia Data Release 3 på ca 3,09 mas beräknas den befinna sig på ett avstånd av ca 1 200 ljusår från solen. Den rör sig närmare solen med en heliocentrisk radialhastighet av ca -38 km/s.

## Egenskaper
CoRoT-8 är en orange till gul stjärna i huvudserien av  spektralklass K1 V, Den har en massa av ca 0,88 solmassa, en radie av ca 0,77 solradie och har en effektiv temperatur av ca 5 100 K. 

## Planetsystem
År 2010 tillkännagav en grupp astronomer som arbetade inom CoRoT-programmet upptäckten av exoplaneten CoRoT-8b i detta system. Den är en het gasjätte, med liknande massa och storlek som Saturnus. Planeten kretsar på ett avstånd av cirka 0,06 AE från moderstjärnan och har en omloppsperiod på 6,21 dygn.
| Planet | Massa            | Halv storaxel (AE) | Siderisk omloppstid (d) | Excentricitet | Inklination | Radie |
| ------ | ---------------- | ------------------ | ----------------------- | ------------- | ----------- | ----- |
| b      | 0,218 ± 0,034 MJ | 0,0636 ± 0,0014    | 6,212445 ± 0,000007     | 0,19          | -           | -     |